# Trithemis furva
Trithemis furva är en trollsländeart som beskrevs av Karsch 1899. Trithemis furva ingår i släktet Trithemis och familjen segeltrollsländor. IUCN kategoriserar arten globalt som livskraftig. Inga underarter finns listade i Catalogue of Life.